# 卢道裕
卢道裕（476年—519年），字寧祖，范阳郡涿县（今河北省涿州市）人，出自范阳卢氏北祖大房，北魏秘书监、固安懿伯卢渊第三子，北魏官员。

## 生平
卢道裕少年时以学问高深而知名，风度仪容都非常出色，娶魏献文帝拓跋弘之女乐浪长公主，出任驸马都尉、太子舍人，很快转任洗马，又升任散骑侍郎，转任安远将军、中书侍郎，兼任祕书丞，不久因为为母亲守孝而离职。卢道裕服丧结束后，再次出任中书侍郎，升任龙骧将军、太子中庶子，幽州大中正，长兼散骑侍郎，加号左将军。神龟二年（519年），卢道裕出任左将军、泾州刺史，当年七月，卢道裕在任内去世，虚岁四十四。朝廷赠予抚军将军、青州刺史，赐予布帛三百匹，谥号文侯。卢道裕的姨表兄魏子建个性慎重，不聚会交游，只与尚书卢义僖以及卢道裕体面亲密。

## 家族

### 父母
- 卢渊，北魏秘书监、固安懿伯
- 赵郡李氏，散骑常侍、尚书、使持节、平西将军、泰州刺史、宣城公李孝伯之女[5]

### 兄弟姐妹
- 卢道将，北魏司徒司马
- 卢道亮
- 卢道虔，东魏卫大将军、幽州刺史、临淄恭文公
- 卢道侃，北魏幽州主簿
- 卢道和，北魏冀州中军府中兵参军
- 卢道约，东魏卫大将军、兖州刺史
- 卢道舒，北魏冠军将军、中书侍郎、固安伯
- 卢氏，嫁北魏使持节、平东将军、东道大行台、青州刺史、濮阳孝懿公李延寔
- 卢氏，嫁北魏龙骧将军、通直散骑侍郎李瑾
- 卢氏，嫁北魏定州治中李子云

### 夫人
- 乐浪长公主，魏献文帝拓跋弘之女
- 李令妃，出自陇西李氏仆射房，司空、清渊文穆公李冲第三女[6]

### 儿子
- 卢景绪，东魏仪同开府录事参军